# Zoe Caldwell
Zoe Caldwell (Melbourne, 14 de setembro de 1933 – Pound Ridge, 16 de fevereiro de 2020) foi uma atriz australiana. Venceu quatro vezes o Tony Award. Suas aparições no cinema incluíam A Rosa Púrpura do Cairo (1985), Reencarnação (2004) e Tão Forte e Tão Perto (2011).
Caldwell morreu no dia 16 de fevereiro de 2020, aos 86 anos, em decorrência de complicações da doença de Parkinson.